# Czajków (Kalisz)
Pour les articles homonymes, voir Czajków.
Czajków est une localité polonaise de la gmina de Blizanów, située dans le powiat de Kalisz en voïvodie de Grande-Pologne.
En 2021, la localité compte 185 habitants.